# فيلما رييس
فيلما رييس (بالإنجليزية: Vilma Reyes) (2 سبتمبر 1958 في الولايات المتحدة)؛ كاتِبة وشاعرة أمريكية.